# Senecillis
Senecillis là một chi thực vật có hoa trong họ Cúc (Asteraceae).

## Loài
Chi Senecillis gồm các loài: